# Зеленько Галина Іванівна
Гали́на Іва́нівна Зеле́нько (нар. 5 жовтня 1971, Борова, Київська область) — член-кореспондент Національної академії наук України (2021), доктор політичних наук(2008), професор (2014), завідувачка відділу політичних інститутів і процесів Інституту політичних і етнонаціональних досліджень імені Івана Кураса НАН України.

## Життєпис
Фах історика та політолога здобула у Національному педагогічному університеті ім. М. Драгоманова. Навчалася в аспірантурі Інституту політичних і етнонаціональних досліджень Національної академії наук України. 2001 року захистила кандидатську, у 2007 р. докторську дисертацію з політичних наук за фахом «політичні інститути і процеси».

## Школа професора Галини Зеленько
Галина Іванівна Зеленько спеціалізується на конституційній інженерії, суспільно-політичних трансформаціях у посткомуністичних країнах, формальних та неформальних політичних інститутах України, політичному режимі в Україні. Майже двадцять років викладає політичну конфліктологію та теорію парламентаризму у Київському Національному університеті імені Тараса Шевченка та Національному педагогічному університеті імені Михайла Драгоманова, підготувала десять кандидатів наук.

## Одна з найбільш цитованих учена
Стажувалася у Варшавському університеті (Польща), Центрально-Східноєвропейському університеті (Будапешт, Угорщина), Інституті політичних наук (Словаччина), Європарламенті (Бельгія), Інституті міжнародних відносин Варшавського університету (Польща), Аспен-інституті та ін.
Пані Г. І. Зеленько член Міжнародної асоціації політичної науки (IPSA) і член ради IPSA від України та член Європейського консорціуму політичних досліджень. Була учасником всесвітніх конгресів політологів у Монреалі (2014), Познані (2016), Брисбені (2018), Лісабоні (2021), Буенос-Айресі (2023).
Г. І. Зеленько авторка двох індивідуальних монографій, одна з яких відзначена премією Президії НАН України для молодих учених, та співавторка більш ніж сорока колективних монографій на суспільно-політичну тематику. Професор Галина Зеленько одна з найбільш цитованих українських вчених-політологів.

## Редактор видань із підготовкою політолога
Член-кореспондент Національної академії наук України Г. І. Зеленько член редакційних колегій наукових видань — журналів «Політичні дослідження», «Український історичний журнал», «Wschod Europy» (Польща), «Studia Politica Slovaca» (Словаччина), «Studia Politologica Ucraino-Polona» (Україна — Польща). Професор удостоєна відзнак Національної академії наук України «За професійні здобутки» (2016) та «За підготовку наукової зміни» (2019).
Має дорослу доньку Наталію.

## Відзнаки
Премія НАН України для молодих учених і студентів вищих навчальних закладів за кращі наукові роботи (2004).